# شخارة
الشَّخَّارة أو ظبي شخَّارة أو الظبي رباعي القرون (الاسم العلمي: Tetracerus quadricornis) نوع من الظباء الصغيرة وجد في الغابات المفتوحة في الهند والنيبال. هو النوع الوحيد المصنف حاليًا في جنسها.

## معرض الصور

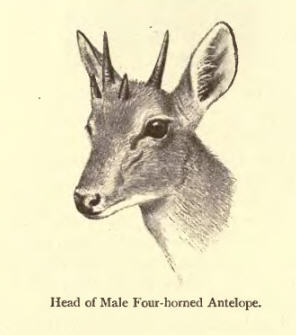
رأس ذكر الشخارة

## قراءة معمقة
- قائمة مزدوجات الأصابع حسب العدد